# 田口泰子
田口 泰子（たぐち やすこ、1937年 - ）は、日本の生物学者。

## 来歴
愛知県出身。名古屋大学理学部生物学科を卒業後、1960年から1997年まで、放射線医学総合研究所の研究員（定年退職時、特別研究官）。
メダカを用いて放射線の生物影響を研究した。その過程で、遺伝的に均一な近交系メダカを世界で初めて作出した。これによってメダカは、マウスやラットと同様な、遺伝的にコントロールされた実験動物として確立された。1989年科学技術庁長官業績表彰。また、1994年の日本人初の女性宇宙飛行士、向井千秋（スペースシャトルコロンビア号）によるメダカの宇宙実験に共同研究者として参加し、実験を成功させた。

## 論文
- 国立情報学研究所収録論文 国立情報学研究所